# 10-cm-Kanone 17
Die 10-cm-Kanone 17 (kurz K 17) war eine Feldkanone, die vom deutschen Heer im Ersten Weltkrieg, von der Reichswehr und der Wehrmacht im Zweiten Weltkrieg eingesetzt wurde.

## Geschichte
Die K 17 hatte die gleiche Lafette wie ihre Vorgängerin, die 10-cm-Kanone 14. Nötig wurde die Neuentwicklung, weil das Heer eine größere Reichweite forderte, was mit einer Rohrverlängerung von L/35 auf L/45  Kaliberlängen umgesetzt wurde. Da sich dadurch das Gewicht stark erhöhte, musste die K 17 nun zweilastig (Rohrwagen und Lafette) per Pferdezug gefahren werden. Die 50 kg leichtere Variante 10-cm-Kanone 17/04 entstand durch Verwendung einer verbesserten Lafette von der 10-cm-Kanone 04 und konnte in einer Last gefahren werden und wog 3.800 kg.:240 Sie wurde 1917 in das deutsche Heer eingeführt und nach Ende des Krieges in die Reichswehr der Weimarer Republik übernommen.
Nach Ende des Westfeldzugs 1940, als der Bedarf an Geschützen zur Küstenverteidigung enorm anstieg, wurde auch die K 17 wieder aus den Reservedepots hervorgeholt und eingesetzt.